# Turó de Cal Caletre
El Turó de Cal Caletre és una muntanya de 362 metres que es troba al municipi de Tordera, a la comarca del Maresme.